# Kuttenbach, Moosheide und Vordere Aue
Kuttenbach, Moosheide und Vordere Aue este o arie protejată (arie specială de conservare — SAC, sit de importanță comunitară — SCI) din Germania întinsă pe o suprafață de 213 ha, integral pe uscat.

## Localizare
Centrul sitului Kuttenbach, Moosheide und Vordere Aue este situat la coordonatele 50°35′40″N 12°48′09″E / 50.5944°N 12.8025°E.

## Înființare
Situl Kuttenbach, Moosheide und Vordere Aue a fost declarat sit de importanță comunitară în iunie 2002 pentru a proteja 1 specie de plante. Situl a fost protejat și ca arie specială de conservare în aprilie 2011.

## Biodiversitate
Situată în ecoregiunea continentală, aria protejată conține 7 habitate naturale: Formațiuni ierboase bogate în specii de Nardus, dezvoltate pe substraturi silicioase în zone montane (și în zone submontane, în Europa continentală), Liziere de ierburi înalte hidrofile de câmpie și de nivel montan până la alpin, Fânețe de joasă altitudine (Alopecurus pratensis, Sanguisorba officinalis), Fânețe montane, Mlaștini turboase de tranziție și turbării mișcătoare, Mlaștini împădurite, Păduri acidofile de Picea de la nivel montan la nivel alpin (Vaccinio-Piceetea).
La baza desemnării sitului se află o specie protejată de  plante: o specie rară de mușchi (Drepanocladus vernicosus)